# Cantón de Mèze
El cantón de Mèze es una división administrativa francesa, situada en el departamento del Hérault y la región Occitania.

## Composición
El cantón de Mèze agrupa 18 comunas:
- Mèze
- Adissan
- Aumes
- Bouzigues
- Cabrières
- Cazouls-d'Hérault
- Fontès
- Lézignan-la-Cèbe
- Lieuran-Cabrières
- Loupian
- Montagnac
- Montbazin
- Nizas
- Péret
- Poussan
- Saint-Pons-de-Mauchiens
- Usclas-d'Hérault
- Villeveyrac

|  |  |